# Ус Анатолій Вікторович
Анато́лій Ві́кторович Ус (3.09.1972 — 15.06.2022) — старший солдат Збройних сил України, оператор спеціального призначення 3 ОП СпП, учасник російсько-української війни. Кавалер ордена «За мужність» III ступеня. Загинув у боях за Сєвєродонецьк під час російського вторгнення в Україну.

## Життєпис
Народився 3 вересня 1972 року в селі Гнилець Звенигородського району Черкаської області. Після закінчення школи та професійного училища призвався до лав Збройних Сил повітряно-десантних військ, у лавах яких неодноразово брав участь у бойових діях.
Під час російського вторгнення в Україну в 2022 році був оператором групи спеціального призначення 3 ОП СпП. 10 червня 2022 року нагороджений орденом «За мужність» III ступеня. Загинув 15 червня 2022 року в час виконання бойового завдання поблизу м. Сєвєродонецьк Луганської області, коли проводили спеціальну розвідку під час переправи через річку Сіверський Донець.
Поховано на Батьківщині, в Моринському старостинському окрузі (Звенигородський район, Черкаська область). Залишились дружина та двоє доньок.

## Нагороди
- орден «За мужність» III ступеня (2022) — за особисту мужність і самовіддані дії, виявлені у захисті державного суверенітету та територіальної цілісності України, вірність військовій присязі.[4].